# Royal Gosselies Sports
Dernière mise à jour : 19 avril 2021.
Le Royal Gosselies Sports est un très ancien club belge de football localisé à Gosselies dans la périphérie Nord de Charleroi. Fondé en 1908, le club porte le matricule 69. Ses couleurs sont le jaune et le rouge.
Le Royal Gosselies Sports est le premier club de Belgique à aligner une équipe féminine.
Le matricule 69 évolua durant 16 saisons en séries nationales, dont 3 au 2e niveau national.
Lors de la saison 2017-2018, il évolue en première provinciale.
Lors de la saison 2018-2019, ils sont promus en D3 amateur. Tour final gagné contre la Js Fizoise (province de Liège) sur le score de 1-0 (but de Julien Dehont).

## Le club
Le club fut fondé en 1908, sous le nom de Gosselies Sports. Cela en fait le 2e plus ancien club de la région de Charleroi, derrière le Sporting de Charleroi.
Affilié à la Fédération nationale dès 1912, le club résista à l'épreuve du temps.
En décembre 1926, le club se vit attribuer le matricule 69. Sept ans plus tard, le club fut reconnu Société Royale et prit le nom de Royal Gosselies Sports.
Avant la Seconde Guerre mondiale, le club engloba deux autres cercles de l'entité : l'Avenir Gosselies et l'US Gosselies.
En 1938, R. Gosselies Sports accéda pour la première fois aux séries nationales. Le club passa les "championnats de guerre" en "nationale" puis connut son heure de gloire à la fin de la saison 1946-1947 en enlevant le titre, synonyme de montée au 2e niveau national.
Le matricule 69 joua trois saisons en "D2" puis fut relégué pour avoir concédé une défaite de plus que le Vigor Hamme. La saison suivante, Gosselies vécut une seconde relégation consécutive qui le renvoya en séries provinciales.
Le club patienta dix ans avant de revenir en "nationale". Il joua alors quatre saisons en Promotion. Finissant trois fois à la 12e place, il fut finalement relégué en 1966.
Le matricule 69 rejoua deux saisons en "nationale" de 1970 à 1972. Il du patienter jusqu'en 2019 pour retrouver l'échelon national en D3 amateur ou il se situe toujours.
En 2008, le Royal Gosselies Sports fêta (assez) timidement son centenaire. Mais le vieux club avait d'autres soucis, après un très long séjour dans les séries provinciales, le club retrouve l'échelon national après avoir remporté le tour final interprovincial au terme de la saison 2018-2019. Le club connu de nombreux président. Il possède une école de jeunes renommée de longue date.

## Repères historiques
- 1908 : 15/09/1908, Fondation de GOSSELIES SPORTS.
- 1910 : 08/08/1912, GOSSELIES SPORTS s'affilia à l'UBSSA (future URBSFA).
- 1921 : Fondation de AVENIR GOSSELIES.
- 1926 : 23/12/1926, GOSSELIES SPORTS se vit attribuer le matricule 69.
- 1927 : Fondation de UNION SPORTIVE GOSSELIES (???, US Gosselies reçoit matricule 271, le 21/12/1926) .
- 1933 : GOSSELIES SPORTS (69) fut reconnu Société Royale et prit le nom de ROYAL GOSSELIES SPORTS (69), le 01/09/1933.
- 1938 : ROYAL GOSSELIES SPORTS (69) accéda aux séries nationales pour la première fois. L'aventure dura dix saisons.
- 1940 : (ou 1939) AVENIR GOSSELIES (??) et UNION SPORTIVE GOSSELIES (271 ?) furent englobés par ROYAL GOSSELIES SPORTS (69).
- 1972 : ROYAL GOSSELIES SPORTS (69) fut relégué hors des séries nationales. Le club n'y est plus réapparu depuis.

## Palmarès
Le matricule 69 conquit un titre en séries nationales :
- Champion de Division 3 : 1 (1947)

## Classements en séries nationales
Statistiques mises à jour le 30 juin 2010

### Bilan
| Niv | Divisions    | Jouées | Titres | TM Up | TM Down |
| --- | ------------ | ------ | ------ | ----- | ------- |
| I   | 1e nationale | 0      | 0      |       |         |
| II  | 2e nationale | 3      | 0      |       |         |
| III | 3e nationale | 7      | 1      |       |         |
| IV  | 4e nationale | 6      | 0      |       |         |
|     |              |        |        |       |         |
|     | TOTAUX       | 16     | 1      |       |         |

- TM Up= test-match pour départager des égalités, ou toutes formes de Barrages ou de Tour final pour une montée éventuelle.
- TM Down= test-match pour départager des égalités, ou toutes formes de Barrages ou de Tour final pour le maintien.

### Saisons
| Ordre | Saison  | Nom du club               | Niveau                 | Classement final | Remarques           |
| ----- | ------- | ------------------------- | ---------------------- | ---------------- | ------------------- |
| 1     | 1938-39 | R. Gosselies Sports       | Promotion (D3) série B | 8e/14            |                     |
|       | 1939-40 | Compétitions interrompues |                        |                  |                     |
|       | 1940-41 | Compétitions régionales   |                        |                  |                     |
| 2     | 1941-42 | R. Gosselies Sports       | Promotion (D3) série C | 10e/13           |                     |
| 3     | 1942-43 | R. Gosselies Sports       | Promotion (D3) série B | 8e/13            |                     |
| 4     | 1943-44 | R. Gosselies Sports       | Promotion (D3) série C | 11e/14           |                     |
|       | 1944-45 | Compétitions interrompues |                        |                  |                     |
| 5     | 1945-46 | R. Gosselies Sports       | Promotion (D3) série C | 5e/18            |                     |
| 6     | 1946-47 | R. Gosselies Sports       | Promotion (D3) série B | Champion         | Promu !             |
| 7     | 1947-48 | R. Gosselies Sports       | Division 1(D2) série A | 10e/16           |                     |
| 8     | 1948-49 | R. Gosselies Sports       | Division 1(D2) série B | 14e/16           |                     |
| 9     | 1949-50 | R. Gosselies Sports       | Division 1(D2) série A | 15e/16           | Relégué !           |
| 10    | 1950-51 | R. Gosselies Sports       | Promotion (D3) série D | 15e/16           | Relégué !           |
|       |         |                           |                        |                  | séries provinciales |
| 11    | 1962-63 | R. Gosselies Sports       | Promotion série D      | 12e/16           |                     |
| 12    | 1963-64 | R. Gosselies Sports       | Promotion série B      | 12e/16           |                     |
| 13    | 1964-65 | R. Gosselies Sports       | Promotion série D      | 12e/16           |                     |
| 14    | 1965-66 | R. Gosselies Sports       | Promotion série A      | 15e/16           | Relégué !           |
|       |         |                           |                        |                  | séries provinciales |
| 15    | 1970-71 | R. Gosselies Sports       | Promotion série A      | 8e/16            |                     |
| 16    | 1971-72 | R. Gosselies Sports       | Promotion série A      | 16e/16           | Relégué !           |
|       |         |                           |                        |                  | séries provinciales |

## Sources et liens externes
- Site officiel du R. Gosselies Sports